# Schmidtottia cubensis
Schmidtottia cubensis är en måreväxtart som först beskrevs av Paul Carpenter Standley, och fick sitt nu gällande namn av Ignatz Urban. Schmidtottia cubensis ingår i släktet Schmidtottia och familjen måreväxter.

## Underarter
Arten delas in i följande underarter:
- S. c. cristalensis
- S. c. cubensis